# Baz Luhrmann
Mark Anthony „Baz“ Luhrmann (* 17. září 1962 Sydney) je australský filmový režisér, scenárista, herec a producent. Mezi jeho nejznámější filmy patří Tanec v srdci, Romeo a Julie, Moulin Rouge!, Austrálie, Velký Gatsby a Elvis.

## Životopis
Narodil se v Sydney v Austrálii. Jeho matka, Barbara Carmel (rozená Brennan), byla učitelka tance a majitelka obchodu a jeho otec, Leonard Luhrmann, byl farmář. Vyrostl v Herons Creek, malém venkovském osídlení v Novém Jižním Walesu, kde jeho otec provozoval benzínovou stanici a kino. Navštěvoval St Joseph's Hasting Regional School, Port Macquarie (1975–1978) a St Paul's College, kde ve školním představení ztvárnil roli Jindřicha IV.
Poprvé se ucházel o místo v National Institute of Dramatic Art (Národní institut dramatických umění) v roce 1980, ale nebyl přijat. Na školu se dostal o dva roky později a začal zde tříletý herecký kurz. Absolvoval v roce 1985 spolu se Soniou Todd, Catherine McClements a Justinem Monjem.
Dne 26. ledna 1997 se oženil s Catherine Martin, vedoucí výroby jeho vlastních filmů. Pár má spolu dvě děti.

## Filmografie

### Režisérská, scenáristická a producentská filmografie
| Rok  | Název         | Režie | Scénář | Produkce | Distributor           |
| ---- | ------------- | ----- | ------ | -------- | --------------------- |
| 1992 | Tanec v srdci | Ano   | Ano    | Ne       | Ronin Films           |
| 1996 | Romeo a Julie | Ano   | Ano    | Ano      | 20th Century Fox      |
| 2001 | Moulin Rouge! | Ano   | Ano    | Ano      | 20th Century Fox      |
| 2008 | Austrálie     | Ano   | Ano    | Ano      | 20th Century Fox      |
| 2013 | Velký Gatsby  | Ano   | Ano    | Ano      | Warner Bros. Pictures |
| 2022 | Elvis         | Ano   | Ano    | Ano      | Warner Bros. Pictures |

| Rok       | Název        | Poznámky  | Vysílání |
| --------- | ------------ | --------- | -------- |
| 2016-2017 | The Get Down | jeden díl | Netflix  |

### Herecká filmografie
| Rok     | Název                | Role                     | Poznámky                                                      |
| ------- | -------------------- | ------------------------ | ------------------------------------------------------------- |
| 1981-92 | A Country Practice   | Jerry Percival           | Televizní seriál, hostoval v 6 epizodách                      |
| 1981    | Winter of Our Dreams | Pete                     | Ve filmu také hráli Judy Davisová a Bryan Brown               |
| 1982    | The Dark Room        | První student            | Malá role                                                     |
| 1982    | The Highest Honor    | Able Seaman A. W. Huston | Ve filmu také hrál Steve Bisley.                              |
| 1983    | Kids of the Cross    | Sám sebe                 | Natočeno v Sydney v roce 1981. Film produkoval Mike Willesee. |

## Divadlo
| Název hry                         | Rok        | Postava        | Poznámky |
| --------------------------------- | ---------- | -------------- | --- |
| Are You Lonesome Tonight?         | 1983       | Neznámá role   | Uvedeno v Nimrod Downstairs, Sydney. Režíroval Peter Kingston.                                                                     |
| Fanshen                           | 1983       | Peasant        | Uvedeno v National Institute of Dramatic Art, Sydney.                                                                              |
| Holiday Makers                    | 1984       | Neznámá role   | Uvedeno v National Institute of Dramatic Art. Režíroval Nick Enright.                                                              |
| All's Well That Ends Well         | 1984       | Dumain Brother | Uvedeno v National Institute of Dramatic Art. Režíroval Kevin Jackson.                                                             |
| Tanec v srdci (Strictly Ballroom) | 1984; 1986 | Ross Pierce    | Uvedeno v National Institute of Dramatic Art v roce 1984 a v Bratislavě v roce 1986. Také hru režíroval.                           |
| Dreamplay                         | 1985       | Neznámá        | Uvedeno v National Institute of Dramatic Art. Directed by Jim Sharman.                                                             |
| Funeral Games                     | 1985       | Neznámá        | Uvedeno v National Institute of Dramatic Art. Režíroval Egil Kipste.                                                               |
| Chamber Music                     | 1985       | Neznámá        | Uvedeno v National Institute of Dramatic Art. Režíroval Ros Horin.                                                                 |
| The Greeks                        | 1985       | Neznámá        | Trilogie: The War, The Murders, The Gods. Uvedeno v National Institute of Dramatic Art a St Martin's Youth Arts Centre, Melbourne. |
| Once in a Lifetime                | 1985       | Neznámá role   | Uvedeno v National Institute of Dramatic Art. Režíroval Gale Edwards.                                                              |
| Crocodile Creek                   | 1986       | –              | Režíroval pro New Moon Theatre Company v Rockhampton.                                                                              |
| The Conquest of the South Pole    | 1989       | Neznámá role   | Uvedeno v Belvoir St Theatre, Sydney. Režíroval Jim Sharman.                                                                       |

## Spolupráce
Několik známých herců se objevilo v několika z jeho filmů:
|                   | Tanec v srdci | Romeo a Julie | Moulin Rouge! | Austrálie | Velký Gatsby |
| ----------------- | ------------- | ------------- | ------------- | --------- | ------------ |
| Leonardo DiCaprio |               | ano           |               |           | ano          |
| Arthur Dignam     |               |               | ano           | ano       | ano          |
| Bill Hunter       | ano           |               |               | ano       |              |
| Nicole Kidmanová  |               |               | ano           | ano       |              |
| Jacek Koman       |               |               | ano           | ano       | ano          |
| John Leguizamo    |               | ano           | ano           |           |              |
| Tara Morice       | ano           |               | ano           |           |              |
| Barry Otto        | ano           |               |               | ano       | ano          |
| David Wenham      |               |               | ano           | ano       |              |
| Jack Thompson     |               |               |               | ano       | ano          |
| Peter Whitford    | ano           |               | ano           |           |              |

## Vlivy
Jako hlavní vliv na svou práci jmenoval italskou operu a rovněž přiznal inspiraci k dalším divadelním stylům, jako bollywoodské filmy, které mají podle jeho slov vliv na jeho styl. Jako dítě byl tančil a jeho matka tanec učila, což pro něj bylo inspirací k filmu Tanec v srdci. Mezi jeho oblíbené filmy patří Star 80, 8½, Vojna a mír, Medium Cool a Fitzcarraldo.